# Рязановский сельский округ (Московская область)
Рязановский сельский округ — упразднённая административно-территориальная единица, существовавшая на территории Подольского района Московской области в 1994—2006 годах.
Рязановский сельсовет был образован в 1920 году в составе Дубровицкой волости Подольского уезда Московской губернии путём выделения из Астафьевского с/с.
В 1926 году Рязановский с/с включал деревни Молодцы и Рязаново, а также Рязановскую фабрику.
В 1929 году Рязановский сельсовет вошёл в состав Подольского района Московского округа Московской области. При этом к нему был присоединён Астафьевский с/с.
14 июня 1954 года к Рязановскому с/с были присоединены Еринский и Мостовский с/с.
22 июня 1954 года из Сыровского с/с в Рязановский было передано селение Старосырово.
31 июля 1962 года из Ульяновского района в Рязановский с/с были переданы территория дома отдыха «Остафьево» и подсобное хозяйство «Остафьево».
1 февраля 1963 года Подольский район был упразднён и Рязановский с/с вошёл в Ленинский сельский район. 11 января 1965 года Рязановский с/с был возвращён в восстановленный Подольский район.
3 февраля 1994 года Рязановский с/с был преобразован в Рязановский сельский округ.
В ходе муниципальной реформы 2004—2005 годов Рязановский сельский округ прекратил своё существование как муниципальная единица. При этом все его населённые пункты были переданы в сельское поселение Рязановское.
29 ноября 2006 года Рязановский сельский округ исключён из учётных данных административно-территориальных и территориальных единиц Московской области.